# Чистяков, Максим Анатольевич
Макси́м Анато́льевич Чистяко́в (25 сентября 1986, Воронеж) — российский футболист, полузащитник.

## Клубная карьера
С 2002 по 2003 годы играл в дубле «Ротора», прежде чем в 17-летнем возрасте дебютировать в составе «Ротора», 14 апреля 2004 года в первом же своем матче, который состоялся в рамках кубка страны против «Терека», выйдя на замену вместо Дениса Зубко на 79 минуте матча через 11 минут отличился забитым мячом. Один из 16 футболистов, кому удалось забить в 17 лет в высшей лиге чемпионата России. Забил свой первый гол в возрасте 17 лет 237 дней. В том же сезоне 2004 года отыграл 9 матчей в премьер-лиге на позиции центрального полузащитника и даже забив гол в ворота пермского «Амкара». За дублирующую команду молодой футболист отыграл 26 игр. Однако продолжения не последовало: «Ротор» на следующий сезон выбыл сразу во второй дивизион, а Чистяков провёл тот сезон в команде «Ротор-2», за который сыграл только 10 матчей. В 2006 году Чистяков попытался вернуться в премьер-лигу, однако играл только за дубль «Ростова» (12 игр). После чего отправился в родной Воронеж, где провёл три сезона в любительских командах «Труд» и «Факел». Попытался закрепиться в «КАМАЗе», однако и за челнинский клуб не провёл ни одного матча. Правда, приглянулся при этом Юрию Газзаеву и перешёл в «Крылья Советов». Чистяков провел два матча за молодёжный состав «Крыльев», в августе 2010 получил статус свободного агента и покинул команду.